# Liparis lindeniana
Liparis lindeniana là một loài thực vật có hoa trong họ Lan. Loài này được (A.Rich. & Galeotti) Hemsl. mô tả khoa học đầu tiên năm 1879.